# Municipio de Augustine
El municipio de Augustine (en inglés, Augustine Township) es un municipio del condado de Logan, Kansas, Estados Unidos. Tiene una población estimada, a mediados de 2021, de 21 habitantes.
Abarca una zona exclusivamente rural.

## Geografía
Está ubicado en las coordenadas 38°44′40″N 101°22′22″O / 38.74444, -101.37278. Según la Oficina del Censo de los Estados Unidos, tiene una superficie total de 186.93 km², correspondientes en su totalidad a tierra firme.

## Demografía
Según el censo de 2020, en ese momento había 15 personas residiendo en la zona. La densidad de población era de 0.08 hab./km². El 66.67 % de los habitantes eran blancos, el 13.33 % eran asiáticos,el 6.67 % era de otra raza y el 13.33% eran de una mezcla de razas. Del total de la población el 13.33 % eran hispanos o latinos de cualquier raza.